# Цех
Цех (нем. Zeche, из ср.-в.-нем. zëch, zëche — «объединение лиц одного сословия») — торгово-ремесленная корпорация, объединявшая мастеров одной или нескольких схожих профессий, или союз средневековых ремесленников по профессиональному признаку.

## Организация
Деятельность цехов не ограничивалась производством и сбытом готовых изделий. Задача его состояла в том, чтобы оградить членов цеха (мастеров) от нецеховых ремесленников, от конкуренции постоянно прибывавших в город крестьян; в целях борьбы с перепроизводством и кризисом сбыта цех старался регулировать производство, ограничивая число мастеров, а также устанавливая для отдельных мастеров количество станков, подмастерьев, учеников. Цеховые уставы регламентировали качество продукции, рабочее время, размеры мастерских, цены готовой продукции. За соблюдением цеховых интересов следили старейшины во главе с деканом. Цех объединял мастеров и во внехозяйственной деятельности. Он всесторонне охватывал личную, семейную, общественную жизнь ремесленника. Каждый цех имел своего патрона, католического святого, являлся военной организацией.

## История
Возникновение цехов было связано с отделением промышленности (ремесла) от земледелия и города от деревни. В Италии цехи стали появляться в IX—X веках, во Франции — в XI веке, в Германии и Англии — в XII—XIII веках. Расцвет цехового строя в ряде стран Западной Европы пришёлся на XIII—XIV века. Внутри отдельных мастерских цехом устанавливалась трёхчленная иерархия — мастер, подмастерья, ученики. Подмастерье — это высококвалифицированный платный работник. Ученик сам должен платить мастеру за обучение. Чтобы стать мастером, подмастерье должен был представить одобренный цехом шедевр — образец самостоятельной работы. Со временем переход подмастерья в мастера стал затруднительным, возник особый слой «вечных подмастерьев», а цехи замкнулись.
Для защиты своих интересов подмастерья создавали особые организации — компаньонажи и братства — союзы взаимопомощи и борьбы с мастерами. В XIII—XV веках окрепшие цехи в ряде городов Европы вступили в борьбу с городским патрициатом, начались так называемые «цеховые» революции за власть в городе. В ряде городов, таких, как Кёльн, Флоренция, Базель и других, цехи победили.
В XIV—XV веках цехи постепенно стали превращаться в тормоз прогресса и роста производства; кроме того, наметилось расслоение цехов на более богатые и сильные (так называемые «старшие» или «большие») и более бедные (так называемые «младшие», «малые») цехи. Это характерно для таких крупных городов, как Флоренция, Перуджа, Париж, Лондон, Базель и других. Старшие цехи начали господствовать над младшими, и последние постепенно утрачивали свою самостоятельность.

## Локальные особенности

### Великое княжество Литовское
В Великом княжестве Литовском первые цехи появились в XIV веке с утверждением в некоторых городах магдебургского права. Цехам на этих территориях предшествовали братства — объединения ремесленников, не имевшие письменных уставов. В XVI веке количество цехов заметно увеличилось. В целом в Великом княжестве Литовском цехи развивались по западноевропейским образцам, но при этом имели и некоторые особенности — совмещение традиционных для этой местности норм ремесленных объединений с заимствованными нормами магдебургского права; преобладание смешанных цехов, объединявших ремесленников нескольких специальностей; отсутствие жёсткого конфессионального разделения.

### Россия
В России времён Петра I для ремесленников была также введена система цехов по профессиям, просуществовавшая почти 200 лет. Каждый цех имел свою управу. Принадлежность к цеху бывала временной или постоянной («вечноцеховые»). От трёх до пяти лет ремесленник работал в учениках, затем получал звание подмастерья, для звания мастера надо было представить одобренный шедевр — «образец работы». Всеми цеховыми в городе ведала ремесленная управа (с 1852 года в малых городах цехи могли объединяться с подчинением ремесленной управе). С 1900 года правительство приступило к ликвидации цеховой системы, ставшей анахронизмом в новых капиталистических условиях.

## Галерея
- Равенсбург, Музейный квартал Хампис; комната с дисками гильдии и другими предметами гильдий и братств имперского города Равенсбурга
- Деталь из мастер-таблицы гильдии мясников Вольного имперского города Равенсбурга
- Стол мастера гильдии ткачей, 1754–1828, деталь, середина панели
- В Вааге в Амстердаме располагалось несколько гильдий, в каждую из которых был отдельный вход
- Члены Гильдии Большого Арбалета в Мехелене (1500 год) — мастера Гильдии Святого Георгия Мехелена в Королевском музее изящных искусств Антверпена
- Здание Гильдии Святого Себастьяна в Брюгге